# Pierre Kalala Mukendi
Pierre Kalala Mukendi (Likasi, 22 november 1939 – 30 juni 2015) was een  Congolees voetballer en voetbalcoach.
Kalala begon met voetballen nabij zijn geboorteplaats Likasi bij US Panda. Hij zou pas grote furore maken bij zijn volgende club, TP Englebert. Met deze club won hij tweemaal de Afrikaanse beker voor landskampioenen, in 1967 en 1968. De twee daaropvolgende jaren strandden ze telkens op de tweede plaats. Tevens was Kalala actief bij het nationale elftal van Congo-Kinshasa. Tijdens de finale van het Afrikaans kampioenschap in 1968 tegen Ghana scoorde hij het enige doelpunt. Hierdoor won Congo-Kinshasa zijn eerste continentale trofee.
Hij beëindigde zijn voetbalcarrière in 1974, om nadien als coach aan de slag te gaan bij Englebert en als bondscoach van Congo-Kinshasa. In 1980 won hij als coach met TP Englebert opnieuw de Afrikaanse beker voor landskampioenen.
Door beroertes werd Kalala Mukendi frequent gehospitaliseerd sinds 1989 in Zuid-Afrika. In 2012 kreeg hij een cerebrovasculair accident. Op 30 juni 2015 overleed hij na een langdurige ziekte.